# SX3
El SX3, pronunciado Super3, es un canal de televisión y una plataforma de vídeo a la carta de Televisió de Catalunya para el público infantil y juvenil. Se estrenó el 10 de octubre de 2022, en sustitución del canal Super3. El canal divide los contenidos en franjas de edad, S3 para preescolar y X3 para niños mayores y preadolescentes, y prioriza el consumo digital frente a la emisión por televisión. Es por ello que cuenta con una señal permanentemente en directo solo accesible online, mientras que la señal por la TDT finaliza a las 22 horas y vuelve a las 6 horas para emitir El 33, como sucedía con su predecesor.
El proyecto del SX3 fue anunciado oficialmente en septiembre de 2022, y responde a una demanda de mejora de audiencia, contenidos y calidad del canal Super3, como reconoció la propia CCMA.

## Historia

### Precedentes
El canal Super3 sufrió una bajada progresiva de audiencia en sus últimos años de existencia, al tiempo que se reducían los esfuerzos a mantener la calidad de la programación, como reconoció la propia CCMA.
En julio de 2020 la CCMA especuló con la posibilidad de devolver la franja deportiva al Canal 33, eliminando el canal Esport3, y de crear un canal juvenil, en un principio bajo el nombre Super 3 Z (simulando el antiguo 3XL).
A mediados de 2021, la familia del Super3, que servía de continuidad, dejó de emitirse. Entonces, se inició una convocatoria de un proyecto para servirle de sustituto, a la vez que se planteaba el futuro del canal.

### Estreno
El proyecto del SX3 fue anunciado oficialmente en septiembre de 2022, que pretendía responder a una demanda de mejora de audiencia, de contenidos y de calidad del canal Super3, como reconoció la propia CCMA. Poco después, el 28 de septiembre el canal tuvo una presentación oficial en las instalaciones de TV3.
Por último, el 10 de octubre de 2022 a las 6 de la mañana se puso en marcha el canal, aunque 45 minutos antes del estreno oficial se produjo el cambio del canal 33 al SX3, pasando a emitir Haikyu!.
El 16 de enero de 2024, en conmemoración de los cuarenta años de emisiones regulares de TV3, el canal, de acuerdo con el Plan Técnico Nacional de la Televisión Digital Terrestre, realizó la transición completa de la emisión en definición estándar (SD) a alta definición (HD), comenzando a transmitir exclusivamente en HD y cumpliendo anticipadamente con la fecha límite del 14 de febrero de 2024.

## Programación
A diferencia del anterior canal Super3, donde toda la programación se emitía en cualquier horario sin bloques diferenciales según público objetivo, el SX3 se divide en dos: el S3 para los niños más pequeños y el X3 para los mayores. Aunque desde la dirección del canal se muestran reacios a decir edades exactas debido a que la maduración en cada niño puede ser diferente, oficialmente se considera que el S3 llega hasta los 6 años y el X3, entre los 7 y los 14. Algunos programas destinados a un público preadolescente, a partir de 10 años, constan como pertenecientes al X3+.

### S3

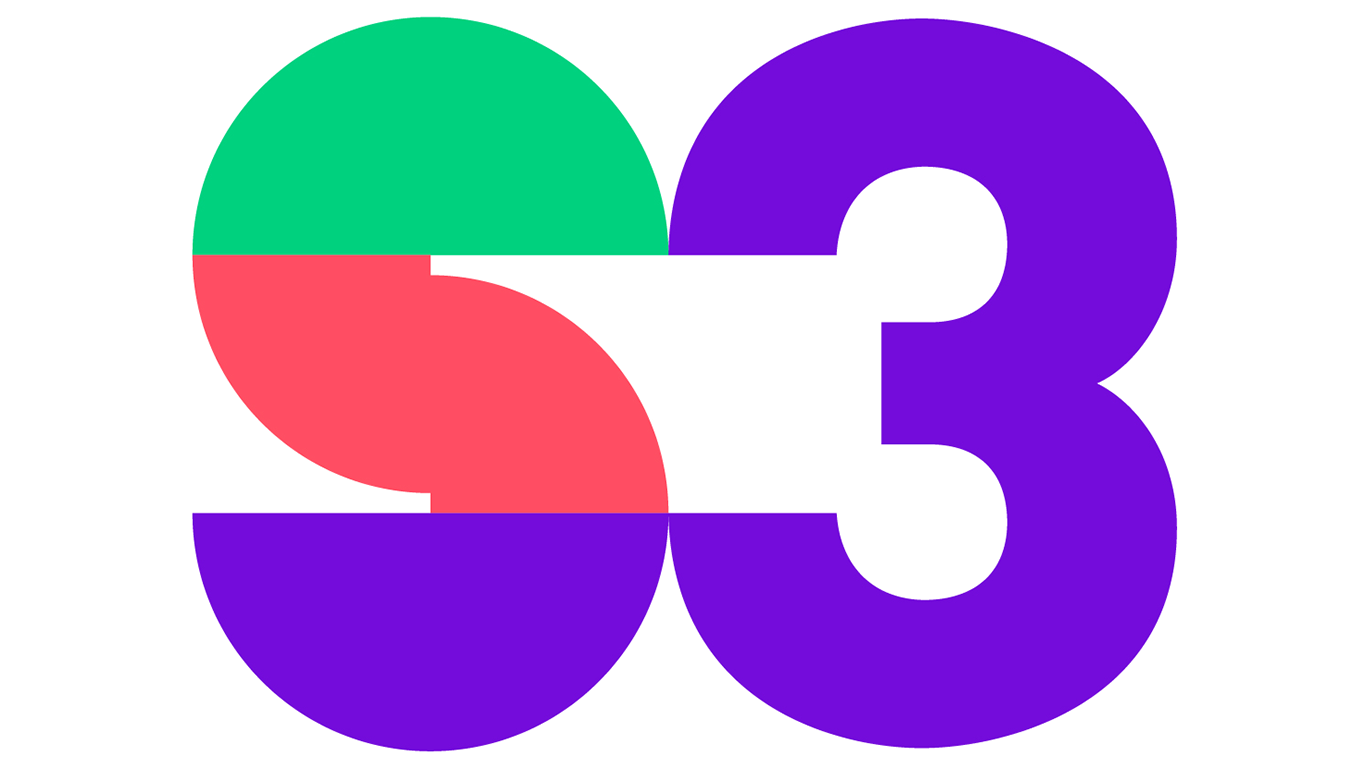
Logotipo de S3.

El S3 es la franja dirigida al público preescolar, potenciando el aprendizaje de valores, el descubrimiento y la música.
Para la nueva temporada el grupo musical El Pot Petit, entrará a formar parte del mundo del S3.   
Los programas de esta franja son los clásicos del Super3:
- MIC: un contenedor de series similar al Club Super3 pero dirigido al público inferior a los seis años.
- Una mà de contes: programa que explica cuentos dibujados por una mano.

- Titó: un programa de entretenimiento y humor donde el protagonista se marcha de excursión a lugares tan peculiares como playas, granjas o trenes. Incluirá también un toque de inglés, con la aparición de un nuevo personaje: John C.
- L'hora de berenar: con ideas variadas para merendar de manera sana pero sin perder la originalidad. Las propuestas las enviarán diferentes escuelas de Cataluña.
- Fa La Là: una serie animada con 3D en que un oso pardo del Pirineo, una oca ampurdanesa y un tritón del Montseny conviven en un entorno fantástico lleno de magia y canciones.
- Uau Ka Kau: dos extraterrestres han estrellado su nave a la Tierra y caen en el árbol donde vive el perezoso Kau. La serie incluye canciones compuestas por integrantes de Els Catarres.
- Jasmine & Jambo: dos amigos locos por la música conviven en un peculiar mundo en el cual todo —las emociones, la vida, el silencio— resulta enlazarse con la música.
- Numberblocks: personajes con forma de bloque|bloc ayudarán a los niños a aprender a contar todo cantante y jugando al mismo tiempo.
- Tell me un tale: en formato pódcast. La cuentacuentos Rebecca June Moon presenta quince capítulos de narraciones en inglés.

### X3

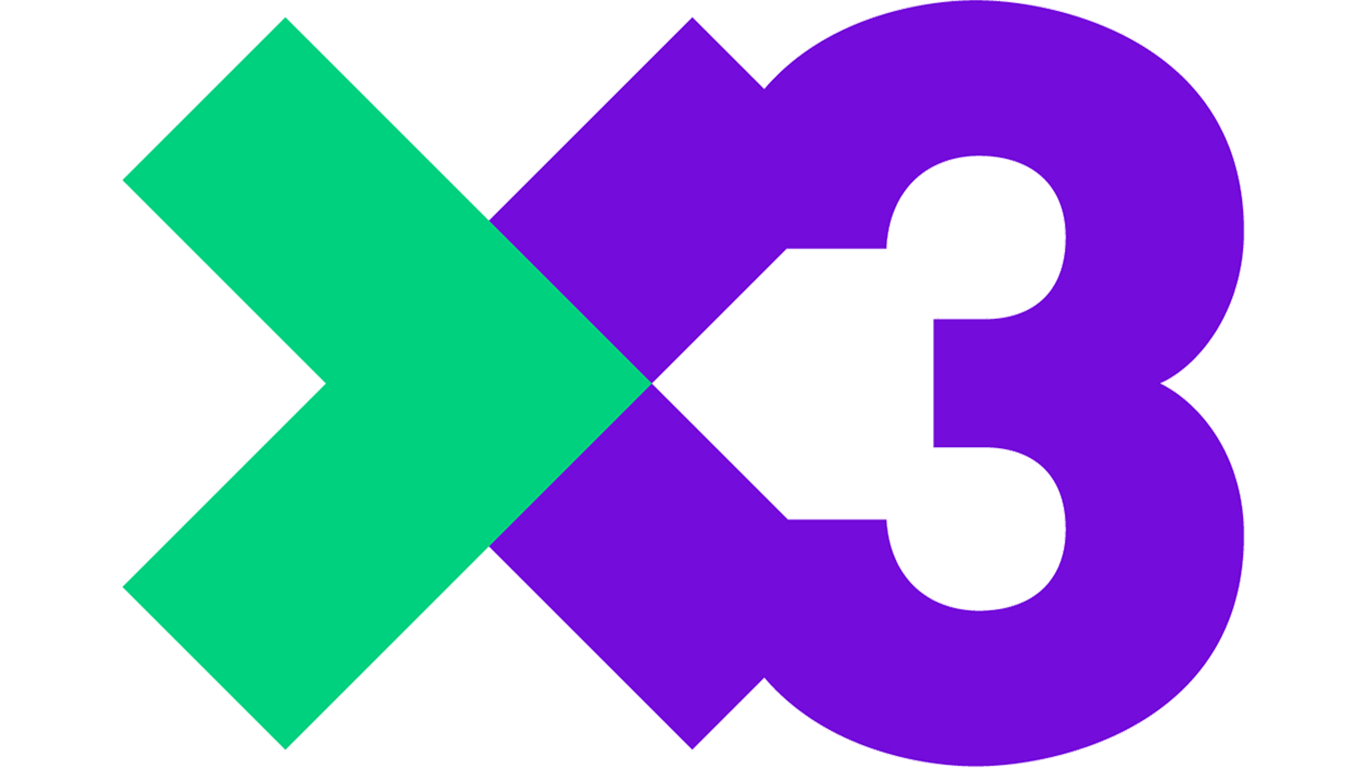
Logotipo de X3.

El X3 es la franja dirigida a los niños mayores, que han superado la etapa de maduración preescolar. En este grupo se quiere potenciar interacción con el usuario, tratando temáticas diversas que pueden ser de interés a los menores o que puedan vivir en su día a día, desde los videojuegos al acoso escolar.
El público preadolescente, de entre los 10 y 14 años aproximadamente, cuenta con un subgrupo llamado X3+, e incluye más series de acción real.
Se está preparando un programa de educación sexual para el X3+, un talent show de K-pop y más anime de distintos géneros para 2023.
La franja incluye la vuelta del anime en catalán, como Haikyu!! o Guardians de la nit: Kimetsu no Yaiba, entre otros.
Para la temporada 2024/2025  las novedades son:
Animes:
- La vuelta al canal de Bola de Dragón y  Bola de Dragón Z  .  Se emitirá en catalan por primera vez , Dragon Ball Super
- One Piece tendrá nuevos capítulos nunca antes visto  en catalan.
- Reemisión de  Inuyasha , Cardcaptor Sakura , Doraemon , Inazuma Eleven , Detective Conan  y Naruto.
- Nuevos animes como por ejemplo Yona , princesa del amanecer.
- Y nuevos animes  todavía no revelados y nuevos dibujos animados.
- La Patrulla Canina se emitirá por primera vez en catalan que se llamara " La patrulla Peluda"
- Nuevos Programas:
- Escolta el teu cos: Programa para descubrir el cuerpo humano.
- Faraday: Programa de ciencia .
- Nuevas temporadas de :
- Fang!:Un concurso escolar de lengua Catalana.
- FUET:Un Programa en tono de  humor para  conocer mejor  la historia y las tradiciones de Catalunya.
- TikTak Factory: Una competición de manualidades. La youtuber Àngela Màrmol es la presentadora. Aina Da Silva es la nueva presentadora con Jordi Cruz y chaoko como jurado
- Manduka Family: Programa que enseña recetas saludables, con un niño/niña acompañada con un familiar. Presentado por Paula Alós.

- InfoK:  un informativo para niños.

- Projecte Beta: es una ficción transmedia  que  narra la historia de un grupo de música que  se forma después de haberse conocido en línea. El grupo se llama "Beta" sus integrantes son Lola, Jan, Grau y Kai, que son los nuevos protagonistas del Club Super3. Se emite los lunes en formato serie y de martes a viernes en formato videopódcast, llamado BetaPodcast que hablan sobre música, videojuegos, anime, baile, etc.
- Ràndom: magacín sobre música, tendencias a redes sociales, videojuegos y mucho más que presentarán David Its Me y Maria Bouabdellah de lunes a viernes a las 20:20 h.
- Lara y Kali: Programa de aventuras
- InfluenX3r:  Programa sobre redes sociales y influencers .
- Al Mar : Carlota Bruna presenta este programa sobre actividades acuáticas en Cataluña.
- Canvis: Un Programa de conocimiento del propio cuerpo.
- Conde & Fonde: Un programa animales y aventuras.
- Cute: Lildami hablando de moda.
- Els contes de la Pinya: se podrá ver en el canal lineal tras su éxito en la plataforma digital. Se trata de un formato para contar cuentos. Presentado por Òscar Dalmau y su perrita Pinya.
- Git Gud: Programa multiplataforma sobre humor, videojuegos y cultura gamer.
- Jenny: Serie que trata sobre una niña con cáncer.
- Com dibuixar còmics amb el Will Sliney: Para aprender a dibujar Spiderman, Star Wars etc.
- La hora boomer:  Un espacio dedicado a la nostalgia que recoge la mejor programación de los 40 años de TV3, pasando por el Tomàtic, la Ruïnosa y el Capità Enciam. Solo en la web.
- Kids: Un pódcast con vídeo que recoge lo mejor del panorama de creadores de contenido en catalán presentado por David Its Me y la Farners Pei Hong.